# Jan Thaddäus
 (avril 2024).
Si vous disposez d'ouvrages ou d'articles de référence ou si vous connaissez des sites web de qualité traitant du thème abordé ici, merci de compléter l'article en donnant les références utiles à sa vérifiabilité et en les liant à la section « Notes et références ».
 (janvier 2024).
Johann Thaddäus, en tchèque Jan Thadeus Meziříčský (né avant 1589, mort le 13 janvier 1652 à Zittau) est un prédicateur luthérien, écrivain et humaniste bohémien.

## Biographie
Le lieu de naissance de Johann Thaddäus est inconnu. Le nom de Meziříčí doit faire référence au lieu de naissance à Meziříčí en Moravie, mais il n'y a aucune trace indiquant s'il s'agit de Velké Meziříčí ou d'une autre ville. Thadeus étudie ensuite à Prostějov, à Prague puis à l'université de Wittenberg. Il est inscrit à l'université de Wittenberg le 24 mai 1589, avec Jan Theodor Sixt von Ottersdorf et d'autres figures de l'humanisme bohème. Il ne termine pas ses études à l'université de Wittenberg pour des raisons financières et choisit la voie ecclésiastique. Il écrit de nombreux livres et écrits, dans des langues vernaculaires et en latin. Ses textes comprennent notamment des explications sur l'état matrimonial, comme l'origine, les causes, la bénédiction et la croix.
Le 28 mars 1591, il est ordonné prédicateur utraquiste. En 1593, il devient chapelain à Kutná Hora puis dans divers endroits, comme dans la vieille ville de Prague, à Turnov, en 1605 à Mnichovo Hradiště ; de 1610 à 1618, il est prédicateur de l'église Sainte-Barbe de Kutná Hora. De 1618 à 1623, il est doyen de Jičín. Lorsque l'église est cédée aux jésuites, il démissionne de son poste mais reste à Jičín. En 1628, il s'exile et en 1630 il s'installe à Zittau, où sa maison devient un centre d'exil. Il vient à Prague pendant l'invasion saxonne, mais revient à Zittau peu après.
Il figure sur la liste des exilés de 1640 et en 1641, il prête serment de fidélité au propriétaire foncier de Zittau. Sa (première) épouse Marie Rosendörfer décède le 20 septembre 1638. Le consistoire de Zittau s'efforce d'interdire l'accueil de nouveaux réfugiés et de dissoudre la congrégation tchèque en souffrance, qui comprend également des personnes de Bohême. À Zittau, il est soupçonné de calvinisme et fait l'objet d'une enquête à cause de son livre Conciliatorium Biblicum, écrit à Breda et publié à Amsterdam en 1648. Il reste quelque temps à Breda dans l'espoir de trouver un emploi. Lorsque ses espoirs commencent à s'évanouir, il dédie le livre au conseil de la ville de Zittau, où il souhaite rester. Durant l'enquête, personne ne prouve les idées calvinistes. Il est très populaire parmi les exilés, mais le clergé de la ville ne l'aime pas et continue à le soupçonner de calvinisme. Il décède au cours de l'enquête le 13 janvier 1652 à Zittau. Des funérailles publiques sont refusées, il est enterré après 21 heures, probablement à l'endroit où se trouve aujourd'hui le cimetière de l'abbaye. Une pierre tombale est érigée pour sa (deuxième) épouse Alžběta Stoltze, décédée à Zittau le 13 avril 1661. Ses descendants vivent encore aujourd'hui en République tchèque et en Allemagne.
Conciliatorium Biblicum est mis à l’Index librorum prohibitorum par décret le 27 septembre 1678.